# Regulador de acidez

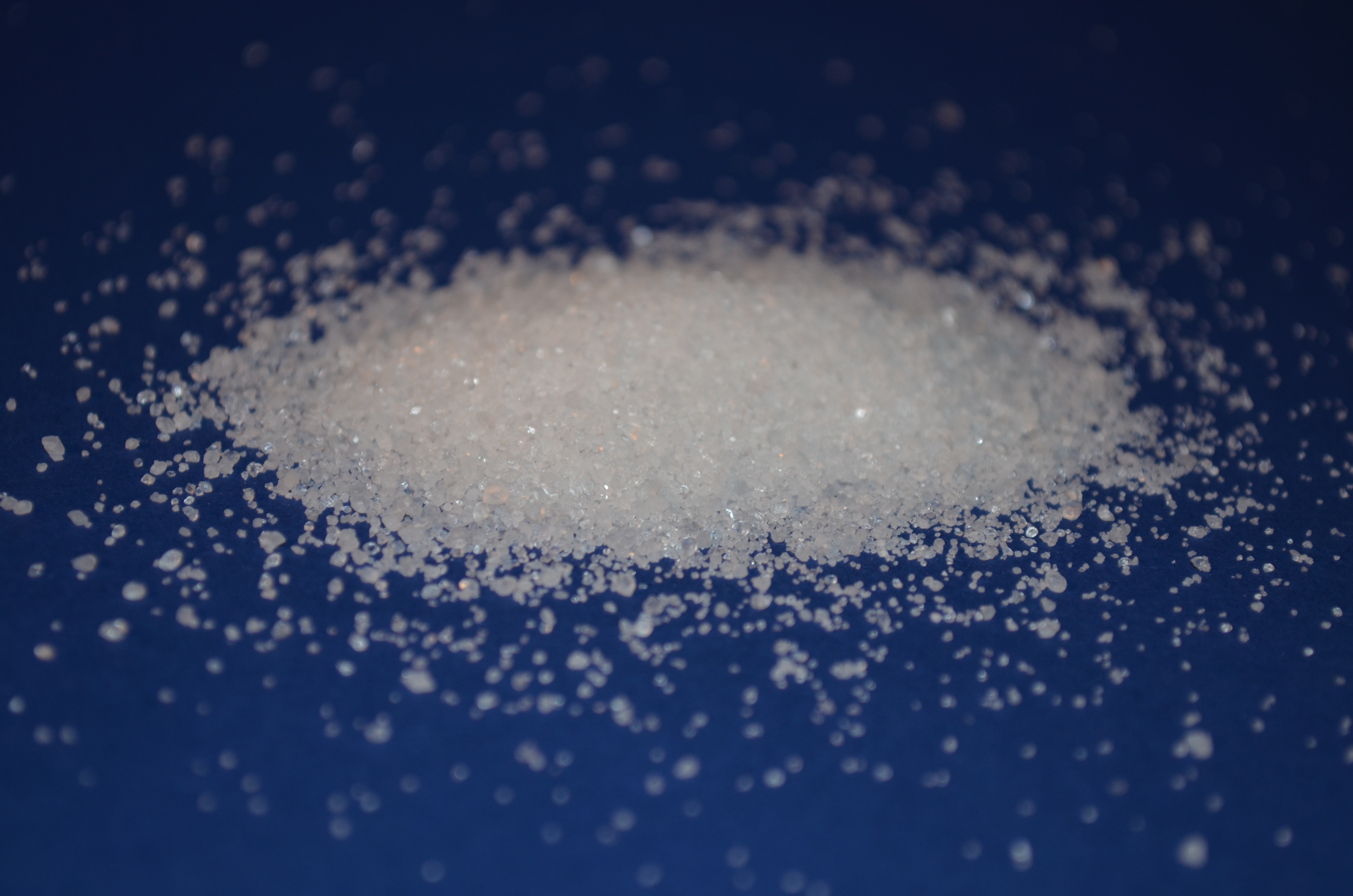
Ácido cítrico anhidro.

Los reguladores de acidez, o agentes de control de pH, son aditivos alimenticios usados para modificar o mantener el pH (acidez o alcalinidad). Pueden ser ácidos orgánicos o minerales, bases, agentes de neutralización, o agentes tampón.  Los agentes típicos incluyen los siguientes ácidos y sus sales de sodio: ácido sorbico, ácido acético, ácido benzoico, y ácido propionico. Los reguladores de acidez se identifican por su Número E, como por ejemplo E260 (ácido acético), o simplemente son mencionados como "ácido alimenticio".
Los reguladores de la acidez se diferencian de los acidulantes, que a menudo son ácidos pero se añaden para conferir sabores ácidos. No están destinados a estabilizar la comida, aunque eso puede ser un beneficio colateral.